# Sadat Bukari
Pour les articles homonymes, voir Bukari (homonymie).
Sadat Bukari est un footballeur ghanéen né le 12 avril 1989 à Wa qui évolue au poste d'attaquant.

## Palmarès
Étoile du Sahel
- Vainqueur de la Ligue des champions de la CAF en 2007.
- Vainqueur de la Supercoupe de la CAF en 2008.
- Vainqueur de la Coupe de la confédération en 2008.

 Astra Giurgiu
- Vainqueur de la Coupe de Roumanie en 2014.
- Vainqueur de la Supercoupe de Roumanie en 2014.